# Duque de Marlborough
Duque de Marlborough (em referência a Marlborough, Inglaterra, pronunciado "Maulbruh" - /ˈmɔːlbɹə/ no IPA) é um título hereditário da nobreza britânica no Pariato da Inglaterra. O primeiro titular foi John Churchill, 1.º Duque de Marlborough (1650–1722), um notável general inglês.

## História

### Criação
O ducado foi criado em 1702 pela rainha Ana da Grã-Bretanha; John Churchill, cuja esposa Sarah Churchill era a melhor amiga da rainha Ana, tinha sido titulado anteriormente Lorde Churchill de Eyemouth no pariato da Escócia (1682), que se tornou extinto com sua morte, e Conde de Marlborough (1689) por Guilherme III. 
Por causa de sua liderança nas vitórias contra os franceses em 13 de agosto de 1704 perto do vilarejo de Blenheim (em alemão:Blindheim) no rio Danúbio (ver Batalha de Blenheim), Ana honrou ainda mais Churchill concedendo-lhe uma propriedade real de Woodstock, Oxfordshire, e construindo para ele uma casa que se chamaria Blenheim. A construção iniciou-se em 1705 e terminou em 1722, ano de morte de Churchill. O Palácio de Blenheim é, até hoje, a principal propriedade dos Duques de Marlborough.

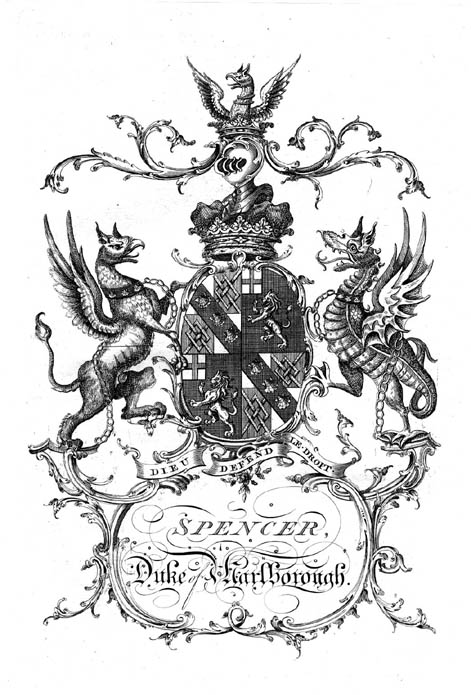
O brasão do terceiro e dos subseqüentes Duques de Marlborough.

Os duques de Marlborough não são descendentes do primeiro duque através de uma linha masculina, mas sim de uma feminina. Como os filhos do primeiro duque não sobreviveram, o Parlamento permitiu que o título fosse herdado pela filha mais velha dele, em seu próprio direito. A segunda filha, Lady Anne Churchill, casou-se com Charles Spencer, 3.º Conde de Sunderland (1674–1722), e desse casamento descendem os modernos duques de Marlborough. Eles originalmente usaram o sobrenome Spencer, ao invés de Churchill; mas George Spencer, 5° Duque de Marlborough, obteve uma licença real para assumir e exercer o sobrenome adicional e o brasão de seu famoso ancestral, o primeiro duque. Assim, tornou-se George Spencer-Churchill. O sobrenome "duplo" é até hoje usado pela família, embora esta prefira usar meramente o "Churchill".
O sétimo duque foi o avô paterno do ex-primeiro-ministro britânico Sir Winston Churchill, que nasceu no Palácio de Blenheim.

### Títulos imperiais
O primeiro duque também foi honrado com títulos imperiais: José I da Germânia fê-lo Príncipe do Sacro Império Romano Germânico em 1704. Em 1705, foi titulado Príncipe de Mindelheim (que uma vez foi senhorio do notável soldado alemão Georg von Frundsberg). No entanto, ele foi obrigado a renunciar Mindelheim em 1714 pelo Tratado de Utrecht, devolvendo o título à Baviera. De acordo com algumas fontes, ele recebeu o principado de Mellenburg em troca. Seus títulos imperiais não foram herdados por suas filhas e, portanto, extintos com sua morte em 1722.

### Títulos subsidiários
O Duque de Marlborough possui certos títulos subsidiários: Marquês de Blandford (criado em 1702), Conde de Sunderland (1643), Conde de Marlborough (1689), Barão Spencer de Wormleighton (1603), Barão Churchill de Sandridge (1685) - todos estão no Pariato da Inglaterra. O título Marquês de Blandford é usado como um título de cortesia pelo filho mais velho do Duque de Marlborough. O filho mais velho do marquês, por sua vez, usa o título de cortesia de Conde de Sunderland. O título Conde de Marlborough, o qual foi criado para Churchill em 1689, já tinha sido criado anteriormente na história britânica, para James Ley, em 1626. Tal título extinguiu-se em 1679.

### Sucessão
O Ducado de Marlborough é o único ducado do Reino Unido que pode ser passado através da linha feminina. Na verdade, segue um tipo de lei semi-Sálica. A sucessão para o ducado é a seguinte:
1. Os herdeiros homens legalmente procriados do corpo do primeiro duque.
2. Sua filha mais velha e os herdeiros homens legalmente procriados de seu corpo.
3. Sua segunda e outras filhas, em precedência, e os herdeiros homens legalmente procriados de seus corpos.
4. A filha mais velha de sua filha mais velha e os herdeiros homens legalmente procriados de seu corpo.
5. Todas as outras filhas de suas filhas e os herdeiros homens procriados de seus corpos.
6. Outros descendentes, com a intenção de que o ducado jamais seja extinto.

Atualmente, é muito difícil que o ducado seja herdado, novamente, pela linha feminina, pois todos os herdeiros homens de Anne Spencer, Condessa de Sunderland - incluindo os Condes Spencer e a própria família Spencer-Churchill - teriam que se extinguir. Caso isso acontecesse, o título passaria para o Duque de Bedford, por ser herdeiro homem de Diana Russell, um irmã do terceiro Duque de Marlborough. Caso também não existissem mais herdeiros de Diana, os próximos na linha seriam os Condes de Jersey, herdeiros homens de  Anne Villiers, Condessa de Jersey, filha de Elizabeth Egerton, Duquesa de Bridgwater, a quarta filha do primeiro Duque.

## Condes de Marlborough, primeira criação (1626)
- James Ley, 1.º conde de Marlborough (1552–1629)
- Henry Ley, 2.º conde de Marlborough (1595–1638)
- James Ley, 3.º conde de Marlborough (1618–1665)
- William Ley, 4.º conde de Marlborough (1612–1679)

## Condes de Marlborough, segunda criação (1689)
- John Churchill, 1.º Conde de Marlborough (1650–1722), tornou-se Duque de Marlborough em 1702.

## Duques de Marlborough (1702)
- John Churchill, 1.º Duque de Marlborough (1650–1722)
- Henrietta Godolphin, 2.ª Duquesa de Marlborough (1681–1733)
- Charles Spencer, 3.º Duque de Marlborough (1706–1758)
- George Spencer, 4.º Duque de Marlborough (1739–1817)
- George Spencer-Churchill, 5.º Duque de Marlborough (1766–1840)
- George Spencer-Churchill, 6.º Duque de Marlborough (1793–1857)
- John Winston Spencer-Churchill, 7.º Duque de Marlborough (1822–1883)
- George Charles Spencer-Churchill, 8.º Duque de Marlborough (1844–1892)
- Charles Richard Spencer-Churchill, 9.º Duque de Marlborough (1871–1934)
- John Albert William Spencer-Churchill, 10.º Duque de Marlborough (1897–1972)
- John George Vanderbilt Spencer-Churchill, 11.º Duque de Marlborough (1926–2014)
- Charles James Spencer-Churchill, 12.º Duque de Marlborough (n. 1955)

Herdeiro aparente: George Spencer-Churchill, Marquês de Blandford (n. 1992)

### Linha de sucessão
| Line of succession (simplified) |
| --- |
| - John Churchill, 1.º Duque de Marlborough (1650–1722) - Henrietta Godolphin, 2.ª Duquesa de Marlborough (1681–1733) - Anne Spencer, Countess of Sunderland (1683–1716) - Charles Spencer, 3.º Duque de Marlborough (1706–1758) - George Spencer, 4.º Duque de Marlborough (1739–1817) - George Spencer-Churchill, 5.º Duque de Marlborough (1766–1840) - George Spencer-Churchill, 6.º Duque de Marlborough (1793–1857) - John Spencer-Churchill, 7.º Duque de Marlborough (1822–1883) - George Spencer-Churchill, 8.º Duque de Marlborough (1844–1892) - Charles Spencer-Churchill, 9.º Duque de Marlborough (1871–1934) - John Spencer-Churchill, 10.º Duque de Marlborough (1897–1972) - John Spencer-Churchill, 11.º Duque de Marlborough (1926–2014) - James Spencer-Churchill, 12.º Duque de Marlborough (1955-) - (1) George Spencer-Churchill, Marquess of Blandford (1992) - (2) Lord Caspar Spencer-Churchill (2008) 2 - (3) Lord Edward Spencer-Churchill (1974) 2 - Lord Charles Spencer-Churchill (1940–2016) - (4) Rupert Spencer-Churchill (1971) 2 - (5) Dominic Spencer-Churchill (1979) 2 - (6) Ivor Spencer-Churchill (2014) - (7) Alexander Spencer-Churchill (1983) 2 - Lord Ivor Spencer-Churchill (1898–1956) - (8) Robert Spencer-Churchill (1954) - (9) John Spencer-Churchill (1984) - (10) Ivor Spencer-Churchill (1986) - Lord Randolph Spencer-Churchill (1849–1895) - Sir Winston Churchill (1874–1965) - Randolph Spencer-Churchill (1911–1968) - Winston Spencer-Churchill (1940–2010) - (11) Randolph Spencer-Churchill (1965) - (12) John Spencer-Churchill (2007) - (13) John Spencer-Churchill (1975) - (14) Edward Spencer-Churchill (2008) - (15) Alexander Spencer-Churchill (2014) - Francis Spencer, 1.º Barão Churchill (1779–1845) - Augustus Spencer (1807–1893) - Augustus Spencer (1851–1912) - Richard Spencer (1888–1956) - Richard Spencer, 6th Baron Churchill (1926–2020) - (16) Michael Spencer, 7th Baron Churchill (1960) - (17) David Spencer (1970) - William Spencer (1810–1900) - William Spencer (1838–1923) - John Spencer (1881–1952) - John Spencer (1917–1967) - (18) John Spencer (1957) - (19) Charles Spencer (1990) - Charles Spencer (1824–1895) - Charles Spencer (1848–1922) - Francis Spencer (1881–1972) - Francis Spencer (1917–1989) - (20) Philip Spencer (1966) - Lord Charles Spencer (1740–1820) - John Spencer (1767–1831) - Frederick Spencer (1796–1831) - Charles Spencer (1827–1898) - Sir Charles Spencer (1869–1934) - John Spencer (1907–1977) - (21) Robert Spencer ({1944) - (22) Edmund Spencer (1991) - Charles Spencer (1909–1963) - (23) Piers Spencer (1963) - John Spencer (1708–1746) - John Spencer, 1.º Conde Spencer (1734–1783) - George Spencer, 2.º Conde Spencer (1758–1834) - John Spencer, 3.º Conde Spencer (1782–1845) - Frederick Spencer, 4.º Conde Spencer (1798–1857) - John Spencer, 5.º Conde Spencer (1835–1910) - Charles Spencer, 6.º Conde Spencer (1857–1922) - Albert Spencer, 7.º Conde Spencer (1892–1975) - John Spencer, 8.º Conde Spencer (1924–1992) - Diana Spencer (1961-1997) - Guilherme, Príncipe de Gales (1982-) - Jorge de Gales (2013) - Carlota de Gales (2015) - Luís de Gales (2018) - Henrique, Duque de Sussex (1984-) - Archie de Sussex (2019-) - Lilibet de Sussex (2021-) - (24) Charles Spencer, 9.º Conde Spencer (1964) - (25) Louis Spencer, Visconde Althorp (1994) - (26) Edmund Spencer (2003) - George Spencer (1903–1982) - (27) George Spencer (1932) - Lady Elizabeth Churchill (1687–1714) - Lady Anne Egerton (1705–1762) - George Villiers, 4th Earl of Jersey (1735–1805) - George Child Villiers, 5th Earl of Jersey (1773–1859) - George Child Villiers, 6th Earl of Jersey (1808–1859) - Victor Child Villiers, 7th Earl of Jersey (1845–1915) - George Child Villiers, 8th Earl of Jersey (1873–1923) - George Child Villiers, 9th Earl of Jersey (1910–1998) - George Child-Villiers, Viscount Villiers (1948–1998) - (28) William Child-Villiers, 10th Earl of Jersey (1976)2 - (29) George Child-Villiers, Viscount Villiers (2015) - (30) Jamie Child-Villiers (1994)3 - Edward Child-Villiers (1913–1980) - (31) Edward Child-Villiers (1935) - (32) Alexander Child-Villiers (1961) - (33) Frederick Child-Villiers (1990) - (34) William Child-Villiers (2003) - (35) George Child-Villiers (1947) |